# Німеччина на зимових Олімпійських іграх 1992
Німеччина на зимових Олімпійських іграх 1992, які проходили з 8 по 23 лютого в Альбервілі (Франція), була представлена 111 спортсменами в 11 видах спорту.

## Медалісти
| Медалі | Спортсмени                                              | Вид спорту          | Дисципліна                          |
| ------ | ------------------------------------------------------- | ------------------- | ----------------------------------- |
| Золото | Марк Кірхнер                                            | Біатлон             | Чоловіки, спринт 10 км              |
| Золото | Рікко Гросс Єнс Штайніген Марк Кірхнер Фріц Фішер       | Біатлон             | Чоловіки, естафета 4х7,5 км         |
| Золото | Антьє Місерскі                                          | Біатлон             | Жінки, індивідуальна гонка 15 км    |
| Золото | Уве-Єнс Май                                             | Ковзанярський спорт | Чоловіки, 500 м                     |
| Золото | Олаф Цінке                                              | Ковзанярський спорт | Чоловіки, 1000 м                    |
| Золото | Жаклін Бернер                                           | Ковзанярський спорт | Жінки, 1500 м                       |
| Золото | Гунда Німанн                                            | Ковзанярський спорт | Жінки, 3000 м                       |
| Золото | Гунда Німанн                                            | Ковзанярський спорт | Жінки, 5000 м                       |
| Золото | Георг Хакль                                             | Санний спорт        | Чоловіки, одинаки                   |
| Золото | Штефан Краусе Ян Берендт                                | Санний спорт        | Чоловіки, двійки                    |
| Срібло | Рікко Гросс                                             | Біатлон             | Чоловіки, спринт 10 км              |
| Срібло | Марк Кірхнер                                            | Біатлон             | Чоловіки, індивідуальна гонка 20 км |
| Срібло | Антьє Місерскі                                          | Біатлон             | Жінки, спринт 7,5 км                |
| Срібло | Уші Дізль Антьє Місерскі Петра Шааф                     | Біатлон             | Жінки, естафета 3х7,5 км            |
| Срібло | Рудольф Лохнер Маркус Ціммерман                         | Бобслей             | Чоловіки, двійки                    |
| Срібло | Вольфганг Хоппе Богдан Музіоль Аксель Кюн Рене Ханнеман | Бобслей             | Чоловіки, четвірки                  |
| Срібло | Гунда Німанн                                            | Ковзанярський спорт | Жінки, 1500 м                       |
| Срібло | Хайке Варнікке                                          | Ковзанярський спорт | Жінки, 3000 м                       |
| Срібло | Хайке Варнікке                                          | Ковзанярський спорт | Жінки, 5000 м                       |
| Срібло | Івес Манкель Томас Рудольф                              | Санний спорт        | Чоловіки, двійки                    |
| Бронза | Крістоф Ланген Гюнтер Егер                              | Бобслей             | Чоловіки, двійки                    |
| Бронза | Катя Зайцінгер                                          | Гірськолижний спорт | Жінки, супергігант                  |
| Бронза | Кріста Лудінг                                           | Ковзанярський спорт | Жінки, 500 м                        |
| Бронза | Моніка Гарбрехт                                         | Ковзанярський спорт | Жінки, 1000 м                       |
| Бронза | Клаудія Пехштайн                                        | Ковзанярський спорт | Жінки, 5000 м                       |
| Бронза | Зузі Ердман                                             | Санний спорт        | Жінки, одинаки                      |

## Учасники
| Спорт               | Чоловіки | Жінки | Всього |
| ------------------- | -------- | ----- | ------ |
| Біатлон             | 6        | 4     | 10     |
| Бобслей             | 12       | 0     | 12     |
| Гірськолижний спорт | 5        | 9     | 14     |
| Ковзанярський спорт | 6        | 8     | 14     |
| Лижне двоборство    | 4        | 0     | 4      |
| Лижні перегони      | 5        | 5     | 10     |
| Санний спорт        | 7        | 3     | 10     |
| Стрибки з трампліна | 5        | 0     | 5      |
| Фігурне катання     | 2        | 4     | 6      |
| Фристайл            | 1        | 3     | 4      |
| Хокей               | 23       | 0     | 23     |
| Всього              | 75       | 36    | 111    |

## Біатлон
Спортсменів — 10
Чоловіки
| Спортсмени                                        | Змагання            | Час       | Промахи     | Відставання | Місце |
| ------------------------------------------------- | ------------------- | --------- | ----------- | ----------- | ----- |
| Рікко Гросс                                       | спринт              | 26:18.0   | 1 (0+1)     | +15.7       | 2     |
| Марк Кірхнер                                      | спринт              | 26:02.3   | 0 (0+0)     | 0.0         | 1     |
| Марк Кірхнер                                      | індивідуальна гонка | 57:40.8   | 3 (0+1+1+1) | +6.4        | 2     |
| Франк-Петер Реч                                   | спринт              | 26:54.1   | 2 (0+2)     | +51.8       | 9     |
| Франк-Петер Реч                                   | індивідуальна гонка | 1:03:44.0 | 7 (1+2+2+2) | +6:09.6     | 53    |
| Штеффен Хос                                       | індивідуальна гонка | 1:00:17.7 | 1 (0+1+0+0) | +2:43.4     | 18    |
| Єнс Штайніген                                     | спринт              | 26:34.8   | 0 (0+0)     | +32.5       | 6     |
| Єнс Штайніген                                     | індивідуальна гонка | 1:01:01.8 | 3 (2+0+0+1) | +3:27.4     | 29    |
| Рікко Гросс Єнс Штайніген Марк Кірхнер Фріц Фішер | естафета            | 1:24:43.5 | 0 (0+0)     | 0.0         | 1     |

Жінки
| Спортсмени                          | Змагання            | Час       | Промахи     | Відставання | Місце |
| ----------------------------------- | ------------------- | --------- | ----------- | ----------- | ----- |
| Уші Дізль                           | спринт              | 25:58.9   | 2 (1+1)     | +1:29.7     | 11    |
| Уші Дізль                           | індивідуальна гонка | 56:40.2   | 6 (1+3+2+0) | +4:53.0     | 24    |
| Інга Кеспер                         | спринт              | 25:57.3   | 2 (2+0)     | +1:28.1     | 10    |
| Інга Кеспер                         | індивідуальна гонка | 54:42.3   | 3 (1+2+0+0) | +2:55.1     | 15    |
| Антьє Місерскі                      | спринт              | 24:45.1   | 2 (0+2)     | +15.9       | 2     |
| Антьє Місерскі                      | індивідуальна гонка | 51:47.2   | 1 (0+0+0+1) | 0.0         | 1     |
| Петра Шааф                          | спринт              | 25:10.4   | 1 (0+1)     | +41.2       | 6     |
| Петра Шааф                          | індивідуальна гонка | 53:56.3   | 3 (1+0+1+1) | +2:09.1     | 13    |
| Уші Дізль Антьє Місерскі Петра Шааф | естафета            | 1:16:18.4 | 1 (1+0)     | +22.8       | 2     |